# Oliver Starkey
Sir Oliver Starkey (Antwerpen, cc. 1523 – cc. 1583–1588) a Szent János-lovagrend angol tagja, Jean Parisot de La Valette nagymester titkára volt. Málta török ostroma idején a védők között harcolt.
Oliver Starkey a mai Belgiumhoz tartozó Antwerpenben született, ahol apja, Roger Starkey Sir Thomas Baldry szolgálatában állt. Anyjának csak a keresztneve, Bedkyn ismert. Születése után nem sokkal szülei szakítottak, ő Európában maradt, ott végezte tanulmányait. Apja 1545-ben meghalt, vagyonát fiára hagyta. 1550 körül csatlakozhatott a Szent János-lovagrendhez. 1554-ben St Albans képviselője volt az angol parlamentben. 1558-ban részt vett az angol nyelv, vagyis az angol lovagok közösségének újjászervezésében. 1561-ben létrehozta az angol lovagok birgui szállását (auberge). 1565-ben, Málta ostromakor ő volt La Valette latint titkára, és az egyetlen angol lovag a szigeten. Birgu tengerparti várfalának védelméért felelt. A históriák nem emelik ki személyes részvételét a nagyobb összecsapásokban, valószínűleg titkári teendőit látta el akkor is. 1578-ban a rend angliai nagyperjele lett. Ő írta a La Valette sírján olvasható latin feliratot, és egyes források szerint húsz évvel később őt is a nagymester kriptájába temették.